# Vágatunnilin
Vágatunnilin (česky: tunel Vága) je 4940 m dlouhý podmořský silniční tunel na Faerských ostrovech. Prochází pod úžinou Vestmannasund a spojuje ostrovy Streymoy a Vágar. Tunel je prvním podmořským tunelem na Faerských ostrovech a spojuje hlavní město Tórshavn s letištěm Vágar.

## Historie
Zeměměřické práce a geologický průzkum byly zahájeny v roce 1988 a stavba tunelu byla zahájena v roce 1989. K vůli nástupu hospodářské krize byly všechny projekty rozvoje infrastruktury zastaveny, včetně práce na tunelu Vága. Pouze pokračovala výstavba nového trajektového přístavu do Sandoy (Gamlarætt). Znovu byly práce zahájeny  až 28. října 2000. Tunel byl hrazen soukromým kapitálem, prvním svého druhu na Faerských ostrovech. Investor obdržel koncesi, která zahrnovala práce od projektu, přes výstavbu až po jeho provozování. Tunel byl pro veřejnou dopravu otevřen 10, prosince 2002. V roce 2003 projelo tunelem 359 440 vozidel, v roce 2019 už to bylo 952 300 vozidel, tj. 2 609 aut denně.
Uvedením tunelu do provozu byla ukončena lodní doprava přes Vestmannasund mezi Vestmanna a Oyrargjógv, kterou provozovala společnost Strandfaraskip Landsins.

## Výstavba
Tunel byl ražen v čedičovém podloží bez identifikovaných poruchových zón. Obdobné geologické podloží se vyskytuje v Norsku. Proto byly využívány norské zkušeností z výstavby podmořských tunelů, byly použity norské metody a také norské normy. Při výstavbě se kladl důraz na systematické sledování a injektáž prostředí s cílem vytvořit nepropustné podloží. Injektáží se vyplňovaly trhliny a póry a vytvořila hydroizolační vrstva. Ostění tunelu bylo jednovrstvé tvořené pomocí kotev a injektáže. V průběhu výstavby byla věnována velká pozornost přítokům vody.

## Data
Tunel byl ražen jako jednotubusový se dvěma jízdnými pruhy tradiční metodou pomocí trhavin. V tunelu jsou dva jízdní pruhy s nouzovými odstavnými plochami ve vzdálenosti co 500 m pro menší automobily a tři odstavná místa pro velké automobily. Pro průjezd tunelem se platí mýtné. Povolená rychlost jízdy je 80 km/h.
- délka: 4950 km,
- min. výška nadloží: 30 m,
- max. výška vody 60 m,
- max. sklon: 7 %,
- plocha výrubu  byl 65 m² s max. šířkou 10 m,
- šířka jízdního pruhu: 7 m (dva pruhy, nouzové odstavné plochy každých 500 m),
- nejnižší bod: 105 m pod hladinou moře,
- spotřeba výbušnin: 850 t,
- spotřeba betonu: 1000 t,
- vytěženo: 240 miliónu tun čediče (327 000 m³),
- náklady: 302 miliónu DKK (240 Faerských korun)

Náklady byly splaceny 10. prosince 2016 tj. po 14 letech od otevření tunelu.

## Galerie

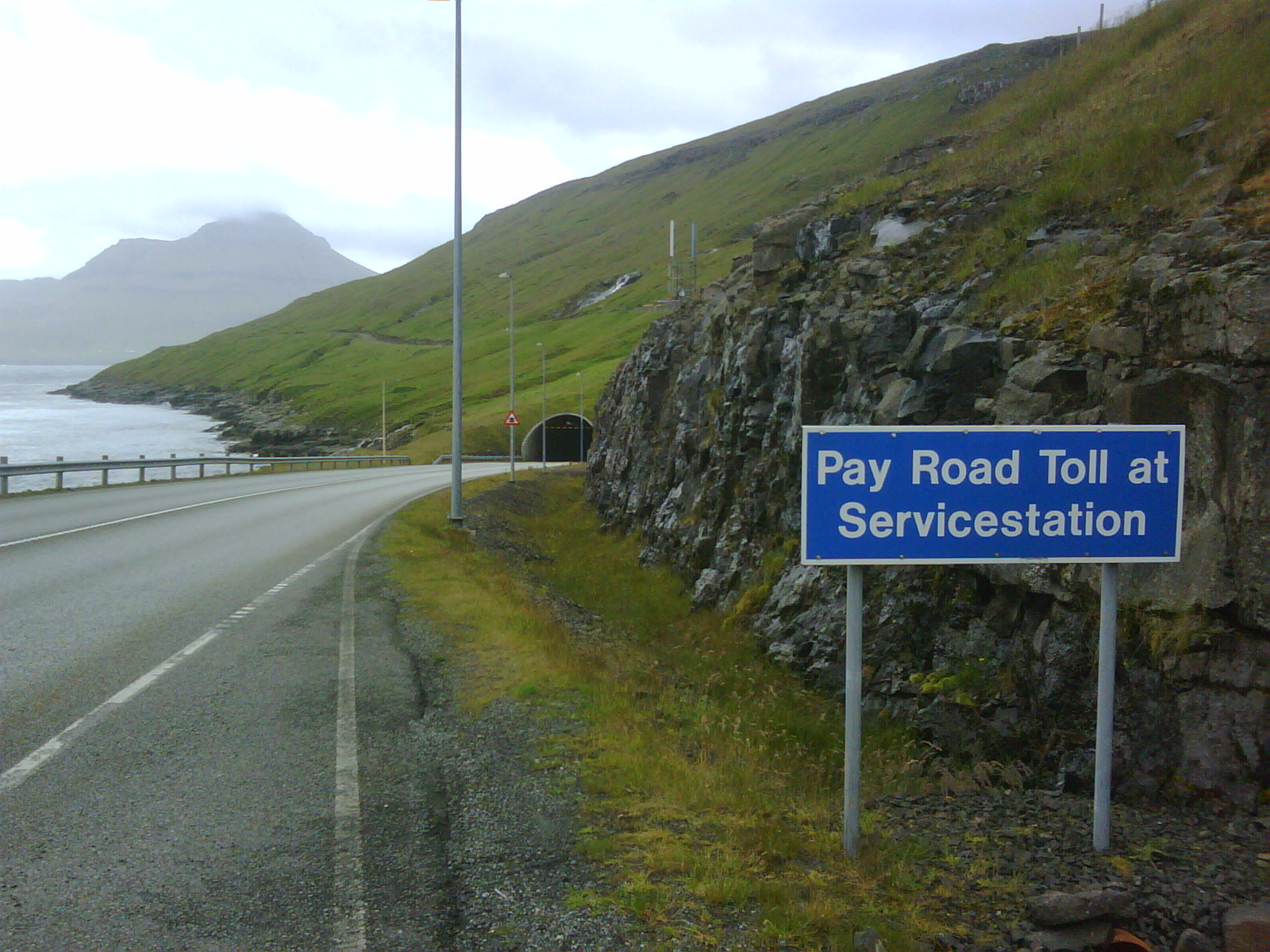
Silnice k tunelu
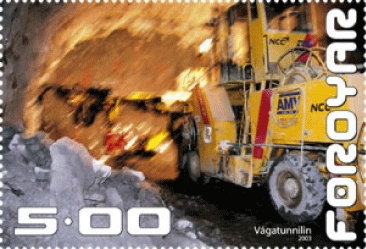
Známky k výstavbě tunelu
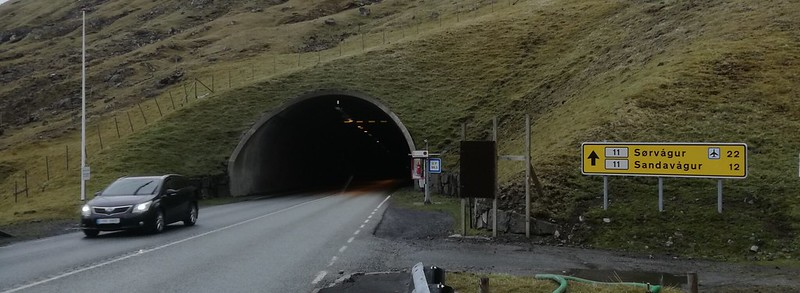
Portál